# 天上聖母媽祖
《天上聖母媽祖》是台灣電視公司2008年八點檔連續劇之一，製作人是曹景德，製作單位是萬大傳播有限公司。《神機妙算劉伯溫》最後一集播映完畢時，2008年3月12日20點40分《天上聖母媽祖》立即接檔。

## 故事大綱
仙界，掌管八河司雨大龍神涇河龍王不守天規，致使百姓遭天災之苦。媽祖奉玉皇大帝旨令，率千里眼、順風耳要抓拿涇河龍王與其門徒小龍女治罪，因而展開正邪鬥法。刁鑽的小龍女遁逃。涇河龍王受傷不敵，化作一條惡龍逃離。 
凡間，黃家媳婦玉鳳被誣陷通姦殺夫，囚於木籠內遊街示眾；其間，玉鳳被推落水中，命在旦夕。玉鳳的八歲兒子天保悲泣祈求著。正在追逐涇河龍王的媽祖聞聲救苦，心生慈悲，急忙施法救了玉鳳一命，但同時也讓那惡龍趁隙逃脫。
觀世音菩薩曉諭媽祖、千里眼與順風耳：務必儘速抓回涇河龍王與小龍女，將之正法；否則，涇河龍王於凡間將轉化成禍世魔頭，且將牽動皇室天命、蒼生禍福。不過，觀世音菩薩交代：不可擅用法術，以免逆天運、礙輪迴。

## 演員

### 主要人物
| 演員姓名 | 劇中角色名         | 劇中角色概略 |
| 陳亞蘭   | 媽祖 林默娘/林懷德 | 慈悲為懷，法力無邊，但深入民間後，不以法術和神力取勝，而是以德服人，以愛心濟世，以聖德和醫術來救苦救難，渡化眾生。                                                                               |
| 陳子強   | 千里眼/萬里        | 觀天察地，詼諧風趣，憨直莽撞，是媽祖的護法，法術天眼通，通曉武藝。 |
| 洪誠陽   | 順風耳/清風        | 聽天聞地，會耍心機賣弄聰明，與千里眼常鬥嘴，也是媽祖的護法，法術天耳通，通曉武藝。 |
| 秦楊     | 涇河龍王           | 原是掌八河司雨大龍神-涇河龍王，因不守天規，又不服媽祖的奉旨捉拿，化做惡龍脫逃，心懷仇恨，至凡間為惡，處處與媽祖作對。                                                                            |
| 侯怡君   | 小龍女             | 任性刁蠻，古靈精怪，是涇河龍王(毒龍君)的門徒，後附身於文燕，與皇太子發展出一段淒美又浪漫的愛情事，因本性善良，為皇太子犧牲後，被媽祖收服，列入仙班，跟隨在媽祖身邊。后返回天庭赎罪修行忏悔思过。 |
| 徐貴櫻   | 觀世音菩薩         | 他叫媽祖跟千里眼和順風耳說不可擅用法術，以免逆天運、礙輪迴。 |

### 第一單元
| 演员   | 角色                | 角色概略 |
| 秦楊   | 妙通真人            | 精通奇門遁甲之術的道長。被涇河龍王附身後，以法術蠱惑三皇太子，伺機潛伏。欲在祭天大典之時，吸取山川百氣與日月精華，恢復元神，成為不可一世的國師。                        |
| 侯怡君 | 劉文燕              | 秀外慧中，劉巡撫的獨生女。被小龍女附身後，個性大變，趣事和曲折之事而層出不窮。 后跟三皇子回京                                                                           |
| 沈世朋 | 三皇太子(趙元斌)    | 玉樹臨風，貴氣逼人，有悲天憫人之心。出宮至東嶽（泰山）祭天，為蒼生祈福，卻遭遇一連串意想不到的驚險危機。 后跟文燕回京                                                   |
| 楊少文 | 刘永泰              | 刘巡抚 文燕的父親，是公認的好官，其實是包藏禍心。官商勾結，私吞賑災銀兩，為了滅口而殺害黃文山，並誣陷玉鳳通姦害夫。 后被陈猛杀害                                        |
| 蘇炳憲 | 二皇子(趙元凱)/尊者 | 外表溫文儒雅之俠士，然而內心險惡。一心想除掉三皇太子，登基為王。 后被妙通打成重伤而跟三皇子交代遗言就在其怀中去世                                                       |
| 陳仙梅 | 李玉鳳              | 黃文山的妻子。賢妻良母，侍奉公婆至孝，卻被誣陷通姦害夫，遭受百般折磨，歷經生死掙扎。幸得媽祖庇佑、護助，天理昭彰，獲得平反。                                            |
| 嚴俊益 | 黃天保              | 玉鳳的兒子，乖巧、孝順。為了替母親申冤，吃盡苦頭，但堅強不屈，赤子之心和孝行感動天地。                                                                                  |
| 陳淑芳 | 黃林秋月            | 天保的奶奶，雙目失明，是個苦命的老婦人。 之后陪同天保感謝二皇子釋放玉鳳準備回禮時，無意中被天保聽到陰謀被二皇子發現後派人一路追杀，為了保護天保，不惜犧牲自我跳崖身亡。 |
| 杨仲恩 | 铁鋼山              | 三皇子之貼身侍卫 忠心護主后來被妙通打成重伤而跟三皇子交代遗言就在其怀中去世。                                                                                           |
| 胡钧   | 邱永华              | 知府、知县 后被妙通做法而被落石砸死。 |
| 孙小明 | 无名                | 妙通真人之徒弟。 |
| 李亮瑾 | 阿春                | 刘文燕之近身侍婢。 |
| 林坤良 | 陳猛                | 捕頭。 |

### 第二單元
| 演员     | 角色          | 角色概略 |
| 秦杨     | 何天生/何勝利 | 天生 江秀莲之男友 何月英之兄 泾河龙王轉世，學問好為人知書達禮又孝順，雖為一介平凡書生，在學堂幫助窮人家小孩義務教書，孝順母親，照顧妹妹，先父何勝利在世時身為朝廷忠臣前任鎮南大將軍，因某次任務出師不利退兵，蒙犯欺君大罪含冤被副將高鴻達害死，家道從此中落，蒙受賤民之苦，決心查出內幕為父洗刷冤情，替何家討回公道，期間被將軍府抓來當人質，林公子為救取天生自願跳入化骨油池，天生為救林公子尋找三寶，於第34集犧牲跳入火焰潭，后來被泾龙河王元神再度轉生第35集附身合一。 |
| 段星卉   | 江秀莲        | 秀莲 何天生之女友 江义之女 江阿宏之姐。心性善良，為人孝順，堅強正直，自從母親病亡過世後，更為江家盡心盡力全力付出，一度入將軍府作奴婢，受盡折磨，更為父親，弟弟，歷劫歸來，暗中受到媽祖等人保護，吉人天相逢兇化吉。 |
| 王中皇   | 江义          | 阿义师 江秀莲、江阿宏之父 一代忠義良臣，忠肝義膽、義薄雲天，重情重義，曾任朝廷當年之武狀元，武功身手不凡，因年事已高，后辭退還鄉，然而家道中落，生活窮困，只好在家製香，因妻子得重病欠下不少債務，為了還債，於某次機緣下參加標局張貼的護送國寶之比武大會,通過了測試，奉命擔任標頭運送國寶至大越國，半突卻遭到劫標被刺殺，不幸斷臂掉落山崖，下落不明，失去神智，后被斷情大師解救，由林公子幫助復元。於第27集中打算去將軍府搏命奪回國寶舍利子，卻被發現行蹤，被雪姬一掌重創五臟六腑致命倒致回天乏術，回到媽祖廟後重傷吐血不治，交代遺言完後便過世。后於第28集由於秀蓮孝心拜託順風耳引入地府受考驗救父感動上天，媽祖聞聲救苦入地府求閻羅王法外施恩，才能夠順利幫助阿義師與秀蓮再度還陽。 |
| 陈文政   | 江阿宏        | 阿宏 江义之子 江秀莲之弟。 |
| 杨烈     | 高鸿达        | 镇南大将军 大理國亡國皇子 雪姬之夫 高惠敏之父 何天生之殺父仇人 野心勃勃的軍事大陰謀家，掌握兵權，暗中策劃奪取大越國國寶佛陀舍利子，等待時機，東山再起，一統復國大業。 |
| 林安迪   | 断情師父      | 空空大师 雪姬之师兄 與雪姬過去有一段情 后來遁入佛門出家修行，成為得道高僧，慈悲為懷，修為不凡、身懷蓋世武功。因緣際會來到將軍府化緣，再遇同門師妹雪姬，回憶當年因習武離開導致兩人陰錯陽差留下恩怨情仇，命運作弄人，雪姬被將軍救走，斷情傷心欲絕頓入空門，想起往事后非常自責愧欠雪姬當年舊情，一心想彌補過錯，卻不慎被雪姬設計利用奪走百劫經衣與鮮血用來破除舍利子之封印得到其法力，因將軍命令不得留下活口勢必除命，后被師妹雪姬手下留情，武功被廢，功力盡失，被林公子點化而重生幫助正道，後再被雪姬陷害穿上假百劫經衣烈火焚身跳入千尺潭，後於第35集出現自稱空空大師，誤闖幽冥洞，打擾正在修練的龍王誤打誤撞被龍鬚打中，再度恢復功力更勝，逢兇化吉，再入紅塵。                         |
| 梁家榕   | 何月英        | 月英 何天生之妹 最后被雪姬活埋。 |
| 陈立芹   | 高惠敏        | 惠敏 高鸿达之女 雪姬之继女 天生指腹為婚之未婚妻 嬌縱蠻橫霸道的將軍千金，雖然個性脾氣衝動，但是有一顆正義感善良的心，卻適時地暗中幫助秀蓮、天生，對天生有好感。 |
| 马惠珍   | 何夫人        | 前任將軍夫人 亡夫何勝利之妻、何天生、何月英之母。丈夫為前任鎮南大將軍，一代忠臣因故含冤，全家被貶為賤民家道中落，母代父職辛苦撫養何家兄妹長大成人，為人端莊賢慧，是位標準典型的賢妻良母。 |
| 林千钰   | 雪姬          | 雪姬夫人 高鸿达之继妻 高惠敏之养继母 断情/空空大师之師妹 與斷情師父過去有一段深厚的同門情誼。尋找斷情師兄時後來遇山賊暗算，倖好被高達鴻救起，送去西域朱紫國修煉黑教魔法邪道之術，后來報恩嫁給了高鴻達成為將軍夫人，為幫助將軍復國大業，暗中於密室修煉黑魔法，期間吸取國寶聖物佛陀舍利子力量與百劫經衣，欲提升黑魔密法功力達成最高境界，魔功絕頂，卻因改變本性棄善從惡傷天害理，陰險毒辣、一心步入魔道修煉，作惡多端。 |
| 廖慧珍   | 米香          | 高惠敏之近身侍婢。有話直說，幽默詼諧風趣，扮演諧星的角色。 |
| 朱育莹   | 来喜          | - |
| 郑平君   | 徐雄          | 徐副将军 高鸿达之下属 為人心術不正，經常為非作歹，多次欺壓良民，於第27集中奉命刺殺何天生時，突然被附身在何天生身上的涇河龍王化成龍面而生吞活吃下去。 |
| 尤泷树   | 阎罗王        | 管理地府與人間生死簿，賞善罰惡、鐵面無私尊貴的神君。於第27、28集中考驗秀蓮大顯神威，因受到秀蓮救父，為其感動，媽祖親自出面感化，法外施恩，讓阿義師秀蓮父女兩人順利還陽。 |
| 柳俊宏   | 杨虎          | -為高鴻達身旁的副將之一。 |
| 阿狼     | 黑无常        | -閻羅王身邊與白無常都是左右護法之一。 |
| 林坤良   | 陈猛          | -第一單元裡常為非作歹，助紂為虐，欺壓良民，多次死裡逃生名符其實的牆頭草喪門犬，殺死劉巡撫後，被妙通真人改造，於第34集等待龍王重生追隨涇河龍王成為其手下，后在35集中被龍王吸取陽氣化為白骨身亡。 |
| 司马玉娇 | 明霞          | 江义之妻 江秀莲、江阿宏之母 因久病厭世不想連累家人，隨后逃離霸州邊界時雖遇到媽祖等人，但堅決自我服毒犧牲而跟家人交代遺言後就在其懷中毒發身亡。 |
| 张怀文   | 秀枝          | - |
| 岑珍     | 妖嬌          | - |
| 吳世陽   | 元帥          | - |

## 主題曲
| 曲別   | 歌曲名稱 | 詞曲   | 主唱          | 播出期間                    | 備註                                   |
| 片頭曲 | 問世間   | 傑米   | 張蓉蓉&高向鵬 | 2008年3月12日－2008年5月6日 | 電視播放版本經過改編，與原版內容有出入 |
| 片尾曲 | 紅顏     | 李友雄 | 羅時豐        | 2008年3月12日－2008年5月6日 |                                        |

## 外部連結
- 台視《天上聖母媽祖》官方網站 （页面存档备份，存于）
- 台視影視論壇＞天上聖母媽祖 （页面存档备份，存于）

| 臺灣電視公司 八點檔（星期一至五20:00）節目       | 臺灣電視公司 八點檔（星期一至五20:00）節目         | 臺灣電視公司 八點檔（星期一至五20:00）節目 |
| ------------------------------------------------ | -------------------------------------------------- | ------------------------------------------ |
|                                                  | 天上聖母媽祖 （2008年3月12日 - 2008年5月6日 ）     |                                            |
| 神機妙算劉伯溫 （2006年8月23日 - 2008年3月12日） | 懷玉傳奇 千金媽祖 （2008年5月7日 -2008年12月18日） |                                            |

| Astro歡喜台 星期一至五21:30 - 22:30                | Astro歡喜台 星期一至五21:30 - 22:30             | Astro歡喜台 星期一至五21:30 - 22:30 |
| -------------------------------------------------- | ----------------------------------------------- | ----------------------------------- |
|                                                    | 天上聖母媽祖 （2011年7月27日 - 2011年11月16日） |                                     |
| 懷玉傳奇 千金媽祖 （2010年6月7日 - 2011年7月26日） | 八兩金 （2011年11月17日 - 2011年12月22日）      |                                     |

| ntv7 星期一至四15:30 - 16:30         | ntv7 星期一至四15:30 - 16:30                   | ntv7 星期一至四15:30 - 16:30 |
| ------------------------------------ | ---------------------------------------------- | ---------------------------- |
|                                      | 天上聖母媽祖 （2014年4月10日 - 2014年9月17日） |                              |
| 神機妙算劉伯溫 （？ - 2014年4月9日） | 三明治先生 （2014年9月18日-2015年3月11日）     |                              |

| 香港凤凰卫视香港台 每天15:00-17:00         | 香港凤凰卫视香港台 每天15:00-17:00                | 香港凤凰卫视香港台 每天15:00-17:00 |
| ------------------------------------------ | ------------------------------------------------- | ---------------------------------- |
|                                            | 天上聖母媽祖 （2017年11月14日 - 2017年12月15日）  |                                    |
| 懷玉傳奇 千金媽祖 (2017年8月28日-11月13日) | 神機妙算劉伯溫 （2017年12月16日 - 2018年7月30日） |                                    |

| 台視綜合台 五點檔 星期一至五17:00-18:00 | 台視綜合台 五點檔 星期一至五17:00-18:00 | 台視綜合台 五點檔 星期一至五17:00-18:00 |
| --------------------------------------- | --------------------------------------- | --------------------------------------- |
|                                         | 天上聖母媽祖 （2017.04.04 - 2017.08.07) |                                         |
| 再見阿郎 （2015.11.16 - 2016.08.23)     | 海誓山盟 （2017.08.08 - 2018.01.02)     |                                         |